# Marija Strelenko
Marija Borisovna Strelenko (in russo Мария Борисовна Стреленко?; Leningrado, 16 giugno 1976 – San Pietroburgo, 12 gennaio 2011) è stata una biatleta russa.

## Biografia
Nata nell'allora Leningrado nel 1976, in Coppa del Mondo ottenne il primo risultato di rilievo il 12 marzo 1999 a Oslo Holmenkollen (26ª), il primo podio il 5 dicembre 1999 a Hochfilzen (3ª) e l'unica vittoria il 12 dicembre successivo a Pokljuka.
In carriera prese parte a due edizioni dei Campionati mondiali (15ª nell'individuale a Pokljuka 2001 il miglior piazzamento).
Morì nel gennaio del 2011 nella sua città natale, dopo lunga malattia.

## Palmarès

### Coppa del Mondo
- Miglior piazzamento in classifica generale: 29ª nel 2000
- 4 podi (1 individuale, 3 a squadre[1]):
  - 1 vittoria (a squadre)
  - 2 secondi posti (1 individuale, 1 a squadre)
  - 1 terzo posto (a squadre)

#### Coppa del Mondo - vittorie
| Data             | Località | Nazione  | Spec.                                                           |
| ---------------- | -------- | -------- | --------------------------------------------------------------- |
| 12 dicembre 1999 | Pokljuka | Slovenia | RL (con Al'bina Achatova, Galina Kukleva e Svetlana Išmuratova) |

Legenda:

RL = staffetta